# Поясной Николай Чудотворец с избранными святыми
Поясной Николай Чудотворец с избранными святыми — новгородская икона домонгольского периода, находится в собрании Третьяковской галереи. По предположению белорусского искусствоведа Г. Г. Нечаевой эта икона послужила основой для формирования иконографического извода «Никола Отвратный».

## История
По мнению В. И. Антоновой, возможным местом создания иконы является Киев где в XII веке был написан её средник. В XIII веке икона реставрировалась в Новгороде где и были добавлены святые на полях. Академик В. Н. Лазарев отмечает, что в пользу Новгорода, как места реставрации иконы, свидетельствует подбор святых, орнамент этимасии и «рваная» трактовка волос.
Разброс датировки иконы - от XII века до второй половиной XIII века В.Н. Лазарев датировал началом XIII века В современном каталоге Третьяковской галереи икона датируется кон. XII – нач. XIII века.
Икона происходит из Новодевичьего монастыря в который, по преданию, была привезена в 1564 году из Новгорода Иваном Грозным.
В 1919 году икона была раскрыта во Всероссийской комиссии по сохранению и раскрытию древнерусской живописи. Хранилась в Государственном историческом музее из которого в 1930 году поступила в Третьяковскую галерею.

## Иконография
Икона написана на липовой доске, оригинальные торцовые шпонки утрачены и заменены новыми. На обороте иконы четыре врезные короткие шпонки более позднего происхождения, одна из них утрачена.
На среднике иконе помещено поясное изображение святителя Николая Чудотворца. Правой рукой он благословляет, в левой держит Евангелие. В. Н. Лазарев считает, что икона выполнена мастером, подражавшем византийским образцам. При этом он отступил от византийского канона: голова святого получила вытянутую форму, значительно увеличен лоб, лицо получило множество морщин, подчёркнута впалость щёк. Академик Лазарев отмечает:
Никогда бы константинопольский мастер, с присущим ему чувством органического, не порвал столь смело с эллинистической традицией. А новгородский мастер мог себе это позволить с лёгким сердцем, благо эту эллинистическую традицию он получил уже из вторых рук, в претворённом виде. И ему удалось создать уникальный образ, не похожий ни на одну из дошедших до нас византийских икон.
В. И. Антонова отмечает, что поля иконы как бы сжимают плечи святого, что усиливает продолговатое изображение головы. Для отражения аскетизма святого художник использовал тёмные краски: фелонь темно-коричневая с серебряными ассистами, морщины обозначены красновато-коричневой краской.
Отдельно искусствоведы отмечают, что данный образ святителя подчеркивает его интеллектуальные аспекты и является редким для русского искусства. Историк древнерусской живописи А. И. Анисимов отметил, что «сквозь византийский канон глядят черты язычника, античного философа, ритора, знающего все в мире и за миром, постигшего все его горести».
От оригинальной живописи омофора сохранились только следы. Фрагменты оригинального золота можно найти на вороте ризы святого, крестах омофора и крышке Евангелия. Оригинальный фон иконы был серебряный. Надпись на иконе и левкас нимба относятся к XVI веку.
На белом фоне крайне узких, опиленных полей помещены изображения святых:
- верхнее поле — полуфигуры святых Косьмы и Дамиана;
- боковые поля — Борис и Глеб, Флор и Лавр, Евдокия и Домна;
- нижнее поле — Параскева Пятница и Фотиния.

По мнению академика В. Н. Лазарева
именно в этих небольших изображениях выступают те стилистические черты, которые получили в дальнейшем господство в новгородской иконописи: смелый отход от традиционных византийских канонов в сторону усиления живости образов, энергичная, свободная манера письма, чистая и яркая цветовая гамма.
На верхнем поле между святыми Косьмой и Дамианом помещено изображение этимасии. Киноварная подушка престола уготованного покрыта синей тканью, не ней помещена книга в окладе, украшенном камнями.